# 安德鲁·戴维斯 (指挥家)
安德鲁·弗兰克·戴维斯爵士 CBE（1944年2月2日—2024年4月20日），英国指挥家。他是芝加哥抒情歌剧院的音乐指导和首席指挥，墨尔本交响乐团的首席指挥，以及多伦多交响乐团和BBC交响乐团的桂冠指挥。

## 生平

### 早年生活
安德鲁·戴维斯生于英国的赫特福德郡阿什里奇，父母是罗伯特·J·戴维斯（Robert J. Davis）和弗洛伦斯·乔伊斯（Florence Joyce），戴维斯在白金汉郡的切舍姆及沃特福德长大，在沃特福德男子文法学校学习。他青少年时期的音乐工作包括在沃特福德宫剧院（Watford Palace Theatre）演奏风琴。戴维斯在皇家音乐学院和剑桥大学国王学院学习管风琴，并于1967年毕业。后来他在罗马跟随佛朗哥-费拉拉学习指挥。

### 职业生涯
戴维斯的第一个重要职位是在1970年开始担任的BBC苏格兰交响乐团副指挥。1975年，他成为多伦多交响乐团的音乐总监，并任此职到1988年，之后获得了多伦多交响乐团桂冠指挥的称号。
1988年，戴维斯成为格林德伯恩歌剧节的音乐指导，在那里他认识了后来他的第三任妻子美国女高音歌唱家吉安娜·罗兰迪。2000年，结束了他在格林德伯恩的任期。1989年，被约翰·德拉蒙德任命为BBC交响乐团的首席指挥。在BBC交响的任期中，戴维斯恢复了马尔科姆·萨金特建立的传统，即由乐团的首席指挥指挥逍遥音乐会的最后一晚。他以幽默的“最后一晚”演讲而闻名，包括在《彭赞斯的海盗》中少将的急嘴歌后发表的两次演讲，但他也在1997年的“最后一晚”演讲中比较严肃地谈到了威尔士王妃戴安娜、特蕾莎修女和乔治·索尔蒂的去世。戴维斯于2000年卸任BBC交响的首席指挥，之后拥有BBC交响桂冠指挥的称号。
1992年5月，戴维斯被授予了大英帝国勋章司令（CBE）；在1999年的新年荣誉名单上，他被授予下级勋位爵士。2002年，作为女王金禧节庆祝活动的一部分，他指挥了在白金汉宫花园举行的宫廷音乐会。
2000年，戴维斯成为芝加哥抒情歌剧院的音乐指导和首席指挥。在芝加哥，他于2005年首次指挥瓦格纳的《尼伯龙根的指环》，首次制作迈克尔·蒂皮特的《仲夏的婚礼》。目前，他与芝加哥抒情歌剧院的合同到2020-2021年演出季。
2005年，戴维斯成为匹兹堡交响乐团的音乐顾问，任期三年。2006年9月，他宣布将在2007-2008乐季后放弃这一职位。2007年10月，戴维斯和乐团相互同意提前终止合同，并且由于日程需求增加，他不再指挥预定的匹兹堡交响乐团2007-2008乐季的音乐会。在美国之外，2012年6月，墨尔本交响乐团任命戴维斯为首席指挥，于2013年1月生效，初始合同为4年。2015年7月，墨尔本交响乐团戴维斯的合同延长至2019年。2018年4月，墨尔本交响乐团宣布戴维斯将于2019年12月底结束其首席指挥职务。
戴维斯演奏的曲目范围很广，尤其关注当代英国音乐。他与迈克尔·蒂皮特的密切关系众所周知，包括对其作品《时间的面具》（The Mask of Time）的英国首演。戴维斯为NMC、Teldec和DG等厂牌录制唱片。他录制的哈里森·伯特威斯尔的歌剧《俄耳甫斯的面具》（The Mask of Orpheus）广受好评。

## 个人生活
戴维斯和他的妻子吉安娜·罗兰迪（1952－2021）居住在芝加哥。他们的儿子爱德华出生于1989年，2012年毕业于诺克斯学院。
2024年4月20日，戴维斯因白血病在芝加哥去世，享年80岁。

## 作品

### 录音
- Gustav Mahler: Lieder eines fahrenden Gesellen, Songs from Des Knaben Wunderhorn and Rückert-Lieder（英语：Frederica von Stade – Mahler Songs）, with Frederica von Stade and the London Philharmonic Orchestra, Columbia, 1979

### 录像
- Glyndebourne Festival Opera: a Gala Evening（英语：Glyndebourne Festival Opera: A Gala Evening） (1992), with Kim Begley, Montserrat Caballé, Cynthia Haymon, Felicity Lott, Benjamin Luxon, Ruggero Raimondi, Frederica von Stade and the London Philharmonic Orchestra, Arthaus Musik, 2004